# Smart Formore
O  Smart Formore  foi um projeto de um Crossover pela marca Smart.
O projeto começou por volta de 2001 e 2002. A Smart estava se interessando no ramo de carros com 4 portas. Na época, a marca apresentara o carro-conceito Tridion4, que 2 anos depois, originou o Smart Forfour. Junto com a fabricação do ForFour, resolveram fabricar um Crossover SUV, cuja base seria compartilhada com um até-então futuro pequeno SUV da Mercedes-Benz, que posteriormente foi lançado como Classe GLK. Seria o carro que marcaria a entrada da Smart nos Estados Unidos e também no Brasil - A marca chegou a esses países com o Smart Fortwo. Ele seria fabricado na Alemanha e também na fábrica da Mercedes de Juiz de Fora, em Minas Gerais.
Em 2005, o carro estava com seu projeto quase concluído e seria apresentado no Salão de Frankfurt, talvez como um carro-conceito, em setembro; mas devido à problemas financeiros, a Smart estava dando alguns prejuízos para a Mercedes e o projeto estava mais caro do que o previsto, ele foi cancelado.
Em 2009, foi encontrado em um galpão da Mercedes na Alemanha, um protótipo do ForMore em quase perfeito estado.